# August Stein
August Stein (také Augustin Mojžíš Stein, 10. června 1854 Nový Knín – 30. srpna 1937 Praha) byl jedním ze zakladatelů Židovského muzea v Praze a důležitým představitelem českožidovského hnutí, které propagovalo syntézu židovského náboženství a uvědomělého češství jako odpověď na otázku po moderní židovské identitě.

## Mládí a aktivita v českožidovském hnutí
August Stein se narodil 10. června 1854 v rodině rabína. Když roku 1875 v Písku s vyznamenáním dokončil gymnaziální studia, odešel do Prahy, aby na Karlo-Ferdinandově univerzitě studoval práva. V novém prostředí se záhy začal angažovat: Když roku 1876 vznikl Spolek českých akademiků – židů, byl jedním z jeho zakládajících členů. Podle programu, na jehož utváření se Stein výrazně podílel, mělo uskupení sdružovat obyvatele Českých zemí náležející k židovskému vyznání, kteří se nicméně aktivně hlásili k české kultuře a jazyku. Stein se také stal prvním šéfredaktorem periodika, které Spolek vydával, Kalendáře česko-židovského (funkci zastával do roku 1885). Činný byl Stein i v náboženské odnoži hnutí, zvané Or Tomid, pro niž přeložil do češtiny modlitební knihy (nejprve sidur a později machzor).

## Kariéra
Když Stein získal úplné právnické vzdělání, působil krátce jako koncipient u dalšího přívržence českožidovského hnutí, Aloise Zuckera. Poté zahájil svou úřednickou kariéru, která byla nejtěsněji spjata s pražským magistrátem. Vystřídal zde různé referáty, až se nakonec octl ve vedení odboru pověřeného řízením asanace Josefova. Úlohou samotného Steina bylo vypořádávat spletité majetkové poměry v pražské židovské čtvrti. Důkladná znalost pražských židovských památek, kterou takto získal, jej zřejmě přiměla, aby se roku 1906 podílel na založení Spolku k založení a vydržování židovského musea v Praze a stal se jeho prvním místopředsedou.
Roku 1922, tedy již za první republiky, se stal Stein předsedou pražské židovské obce. Kvůli zmíněné společenské změně vzrostlo napětí mezi česky a německy hovořícími židy, a především s ním se Stein musel soustavně potýkat. K jeho výraznějším úspěchům patřila stabilizace administrativy a finanční situace obce. Svou funkci opustil roku 1930 (po dvou volebních obdobích), vedl však i další organizace, Nejvyšší radu svazů náboženských obcí židovských v Čechách, na Moravě a ve Slezsku a Svaz náboženských obcí Velké Prahy. Své služby prokázal také republice, která ho vyslala do národnostně rozháraného Liberce jako vládního komisaře.
August Stein zemřel 30. srpna 1937, pohřben byl na Novém židovském hřbitově na Olšanech. Jeho žena však zahynula během šoa, stejně jako všechny čtyři jejich děti (tři synové a jedna dcera).